# My Wild Irish Rose
My Wild Irish Rose er en amerikansk stumfilm fra 1922 af David Smith.

## Medvirkende
- Pat O'Malley som Conn
- Helen Howard som Arte O'Neale
- Maude Emory som Claire Ffolliott
- Pauline Starke som Moya
- Edward Cecil som Robert Folliott
- Henry Herbert som Molineaux
- Jim Farley som Corry Cinchella